# Ложища
Ложища (хорв. Ložišća) — населений пункт у Хорватії, у Сплітсько-Далматинській жупанії у складі громади Милна.

## Населення
Населення за даними перепису 2011 року становило 139 осіб.
Динаміка чисельності населення поселення:

## Клімат
Середня річна температура становить 15,79 °C, середня максимальна – 28,34 °C, а середня мінімальна – 3,47 °C. Середня річна кількість опадів – 767 мм.
| Клімат поселення                              | Клімат поселення | Клімат поселення | Клімат поселення | Клімат поселення | Клімат поселення | Клімат поселення | Клімат поселення | Клімат поселення | Клімат поселення | Клімат поселення | Клімат поселення | Клімат поселення | Клімат поселення |
| Показник                                      | Січ.             | Лют.             | Бер.             | Квіт.            | Трав.            | Черв.            | Лип.             | Серп.            | Вер.             | Жовт.            | Лист.            | Груд.            |                  |
| Середній максимум, °C                         | 11,85            | 11,86            | 14,40            | 17,71            | 22,81            | 26,68            | 28,34            | 28,23            | 23,85            | 19,39            | 14,82            | 11,64            |                  |
| Середня температура, °C                       | 7,66             | 7,66             | 10,20            | 13,52            | 18,63            | 22,48            | 25,50            | 25,38            | 21,02            | 16,56            | 11,99            | 8,81             |                  |
| Середній мінімум, °C                          | 3,47             | 3,48             | 6,02             | 9,34             | 14,43            | 18,30            | 22,66            | 22,55            | 18,17            | 13,72            | 9,15             | 5,98             |                  |
| Норма опадів, мм                              | 71               | 59               | 66               | 62               | 53               | 44               | 28               | 45               | 66               | 83               | 101              | 89               |                  |
| Середньомісячна швидкість вітру, м/с          | 3.38             | 3.61             | 3.69             | 3.40             | 2.99             | 2.71             | 2.78             | 2.60             | 2.93             | 3.09             | 3.81             | 3.74             |                  |
| Середньомісячна сонячна радіація, кДж/м²·день | 5620             | 8389             | 12052            | 16644            | 20630            | 23314            | 25008            | 21849            | 16256            | 10608            | 6055             | 4756             |                  |
| --------------------------------------------- | ---------------- | ---------------- | ---------------- | ---------------- | ---------------- | ---------------- | ---------------- | ---------------- | ---------------- | ---------------- | ---------------- | ---------------- | ---------------- |
| Джерело:                                      |                  |                  |                  |                  |                  |                  |                  |                  |                  |                  |                  |                  |                  |